# Università del Salento
Die Università del Salento (lateinisch: Universitas Studiorum Lupiensis) (bis 2007: Università degli Studi di Lecce) ist eine 1955 gegründete staatliche Universität mit Zentrum in Lecce mit über 18.000 Studierenden (Stand 2020/21). Sie unterhält außer in Lecce Standorte in Monteroni di Lecce, Mesagne und Brindisi. Rektor der Universität ist seit 2019 Fabio Pollice.

## Fakultäten
Die Universität ist in folgende Fachbereiche gegliedert:
- Beni culturali – Denkmalpflege
- Ingegneria dell’innovazione – Ingenieurwissenschaften
- Matematica e fisica – Mathematik und Physik
- Medicina e Chirurgia – Medizin und Chirurgie
- Scienze dell’economia – Wirtschaftswissenschaften
- Scienze giuridiche – Rechtswissenschaften
- Scienze e tecnologie biologiche ed ambientali – Biologische und ökologische Wissenschaften und Technologien
- Storia, società e studi sull’uomo – Geschichte, Gesellschaft und Humanwissenschaften
- Studi umanistici – Geisteswissenschaften

## Istituto Superiore
Zur Förderung besonders begabter Studierender gründete die Universität 1999 das Istituto Superiore Universitario di Formazione Interdisciplinare (ISUFI).

## Rektoren
- Giuseppe Codacci Pisanelli (1956–1976)
- Saverio Mongelli (1976–1979)
- Mario Marti (1979–1981)
- Alberto Sobrero (1981–1983)
- Donato Valli (1983–1992)
- Angelo Rizzo (1992–2001)
- Oronzo Limone (2001–2007)
- Domenico Laforgia (2007–2013)
- Vincenzo Zara (2013–2019)
- Fabio Pollice (seit 2019)